# 華族ゆかりの人物・団体
華族ゆかりの人物・団体（かぞくゆかりのじんぶつ・だんたい）では、1869年（明治2年）から1947年（昭和22年）まで存在した日本近代の貴族階級である華族にゆかりをもつ著名人と団体・会社について解説する。

## 華族ゆかりの著名人

### 公爵家ゆかりの人物
- 東隆明 - 俳優、公爵・近衛文麿（公家華族）の孫。近衛文隆の庶子。
- 一條實昭 - 弁護士、アンダーソン・毛利・友常法律事務所パートナー。公爵・一條實孝（公家華族）の孫。
- 岩倉具忠 - イタリア文学者、駐イタリア公使、京都大学教授。公爵・岩倉具栄（公家華族）の長男。
- 岩倉正和 - 弁護士、西村あさひ法律事務所パートナー。公爵・岩倉具栄（公家華族）の6代目の子孫。
- 大山梓 - 法学者、広島大学教授。公爵・大山柏（勲功華族）の長男。
- 大山桂 - 海洋生物学者、通商産業省工業技術院地質調査所技官、鳥羽水族館研究員。公爵・大山柏（勲功華族）の次男。
- 近衛正通 - ニッポン放送監査役、元ラジオディレクター、プロデューサー、音楽評論家。芸名：岡崎正通。公爵・近衛文麿（公家華族）の孫。
- 賀陽邦寿 - 旧皇族、賀陽政治経済研究所所長、大日本居合道連盟初代会長。公爵・九條道實（公家華族）の外孫。
- 賀陽治憲 - 旧皇族、外交官、外務省国連局長、在イスラエル特命全権大使、在デンマーク特命全権大使、在ブラジル特命全権大使。公爵・九條道實（公家華族）の外孫。
- 賀陽宗憲 - 旧皇族、味の素食の文化センター事務局長、大日本居合道連盟会長。公爵・九條道實（公家華族）の外孫。
- 加山雄三 - 俳優、歌手。母・小桜葉子が公爵・岩倉具定（公家華族）の孫。
- 閑院純仁 - 旧皇族、第7代閑院宮当主、春日興業社長、全日本居合道連盟会長、日本ヨガ協会理事長。公爵・三條實美（公家華族）の外孫。
- 久邇邦昭 - 旧皇族、神職、元川崎汽船取締役、元神宮大宮司、元神社本庁統理、元霞会館理事長。公爵・島津忠義（大名華族）の曽孫。
- 近衛秀麿 - 指揮者。公爵・近衛篤麿（公家華族）の次男。1919年1月に分家して子爵となる。
- 近衛忠煇 - 現近衛家当主、国際赤十字・赤新月社連盟（IFRC）会長、日本赤十字社社長。公爵・近衛文麿（公家華族）の外孫で近衛文隆の養子。細川護煕の弟。三笠宮崇仁親王娘婿。
- 西園寺公一 - 参議院議員。公爵・西園寺八郎（公家華族）の次男。
- 西園寺裕夫 - 五井平和財団理事長。公爵・西園寺不二男（公家華族）の息子。
- 鷹司平通 - 鉄道研究家、交通博物館館長。公爵・鷹司信輔（公家華族）の長男。昭和天皇娘婿。
- 竹田恒和 - ミュンヘン五輪・モントリオール五輪馬術日本代表、国際馬術連盟名誉副会長、日本オリンピック委員会前会長、元国際オリンピック委員会委員。公爵・三條公輝（公家華族）の外孫。
- 竹田恒正 - 旧皇族、東京ゴルフ倶楽部理事長、日本ゴルフ協会会長。公爵・三條公輝（公家華族）の外孫。
- 竹田恒治 - 旧皇族、外交官、在ブルガリア特命全権大使、中央設備エンジニアリング社社長。公爵・三條公輝（公家華族）の外孫。
- 竹田恒泰 - 作家、政治評論家、株式会社エクスチェンジャーズ代表取締役、皇學館大学非常勤講師。公爵・三條公輝（公家華族）の曽孫。
- 伏見博明 - 旧皇族、第26代伏見宮当主、日本文化振興会総裁。公爵・一條實輝（公家華族）の外孫。
- 松本重治 - ジャーナリスト。公爵・松方正義（勲功華族）の外孫。
- 松本剛明 - 政治家、衆議院議員、第141代外務大臣。公爵・伊藤博文（勲功華族）の玄孫。
- 八木沼純子 - プロフィギュアスケーター。公爵・松方正義（勲功華族）の玄孫。
- 山下徹大 - 俳優。祖母・小桜葉子が公爵・岩倉具定（公家華族）の孫。
- 山階武彦 - 旧皇族、山階宮第3第当主、山階野生鳥獣保護研究振興財団創設者。公爵・九條道孝（公家華族）の外孫。
- 山内豊秋 - 山内興業社長、テレビ高知副会長。男爵山内豊静の次男、のちに侯爵山内豊景の養子となる。

### 侯爵家ゆかりの人物
- 池田隆政 - 池田動物園初代園長、日本動物園水族館協会会長。侯爵・池田宣政（武家華族）の長男。
- 井上光貞 - 歴史学者、東京大学名誉教授。侯爵・井上三郎（勲功華族）の長男。
- 串田和美 - 俳優、演出家。侯爵・佐々木行忠（勲功華族）の外孫。
- 久我美子 - 女優。侯爵・久我通顕（公家華族）の長女。
- 近衛忠煇 - 現近衛家当主、国際赤十字・赤新月社連盟 (IFRC) 会長、日本赤十字社社長。侯爵・細川護立（旧肥後熊本藩主細川家、武家華族）の孫。細川護煕の弟。
- 小松揮世久 - 現小松家当主、神職、神宮大宮司。侯爵・小松輝久（旧皇族）の孫。男爵・西竹一（勲功華族）の外孫。
- 酒井美意子 - 評論家。侯爵・前田利為（武家華族）の長女。
- 筑波常治 - 科学史家、早稲田大学教授。侯爵・筑波藤麿（旧皇族）の長男。
- 徳大寺公英 - 美術評論家。侯爵・徳大寺実厚（公家華族）の長男。
- 細川護煕 - 陶芸家、茶人、政治家、第79代内閣総理大臣、元熊本県知事。侯爵・細川護立（武家華族）の孫。公爵・近衛文麿（公家華族）の外孫。近衛忠煇の兄。
- 松根東洋城 - 俳人。侯爵・伊達宗城（武家華族）の孫。
- 和田昭允 - 生物物理学者。東京大学名誉教授。侯爵・木戸孝正（勲功華族）の孫。
- 和田小六 - 工学者。東京大学名誉教授。侯爵・木戸孝正（勲功華族）の次男。

### 伯爵家ゆかりの人物
- 朝香誠彦 -  旧皇族、東京国際大学特命教授、日本食文化協会最高顧問、日本国際連合協会理事。伯爵・藤堂高紹（武家華族）の外孫。
- 飛鳥井雅道 - 歴史学者、京都大学教授。伯爵・飛鳥井雅信（公家華族）の長男。
- 麻生太郎 - 政治家、衆議院議員、第92代内閣総理大臣、モントリオール五輪クレー射撃日本代表。伯爵・牧野伸顕（勲功華族）の曾孫。子爵・加納久宜（大名華族）の曾孫。
- 有馬頼義 - 作家。伯爵・有馬頼寧（武家華族）の三男。
- 井伊直愛 - 彦根市市長。伯爵・井伊直忠（武家華族）の長男。
- 板垣絹子 - 女子教育家、慈善家。伯爵・板垣退助（勲功華族）の第4夫人。
- 板垣鉾太郎 - 高知県の教育家。伯爵・板垣退助（勲功華族）の嫡男。
- 板垣守正 - 満洲国の官僚。伯爵・板垣退助（勲功華族）の嫡孫。
- 犬養道子 - 評論家。男爵・長与称吉（勲功華族）の孫。伯爵・後藤象二郎の曾孫。
- 岡村昭彦 - ジャーナリスト。伯爵・佐野常民（勲功華族）の曾孫。
- 亀井亜紀子 - 政治家、前衆議院議員、元参議院議員。伯爵・亀井茲建（武家華族）の孫。
- 亀井久興 - 政治家、元衆議院議員。伯爵・亀井茲建（武家華族）の三男。
- 川添象郎 - 音楽プロデューサー。風吹ジュンの元夫。伯爵・後藤猛太郎（勲功華族）の庶孫。
- 川添浩史 - イタリアンレストラン「キャンティ」創業者。原智恵子の元夫。伯爵・後藤猛太郎（勲功華族）の庶子。
- 清浦夏実 - 歌手、女優。伯爵・清浦奎吾（勲功華族）の玄孫。
- 児玉進 - 映画監督。伯爵・児玉秀雄（勲功華族）の孫。
- 小松清直 - 薩摩藩家老小松清廉の長男。伯爵・小松帯刀（勲功華族）の父。
- 真田幸俊 - 工学者、慶應義塾大学教授。伯爵・真田幸治（大名華族）の孫。
- 島津久永 - 実業家、山階鳥類研究所前理事長。伯爵・島津久範（大名華族）の長男。子爵・高倉永則（公家華族）の外孫。
- 島津禎久 - 写真家。伯爵・島津久範（大名華族）の孫。子爵・高倉永則（公家華族）の曽孫。
- 白洲正子 - 芸術評論家、随筆家。白洲次郎の妻。伯爵・樺山愛輔（勲功華族）の次女。
- 武見敬三 - 東海大学教授、参議院議員。伯爵・牧野伸顕（勲功華族）の曾孫。子爵・秋月種英（武家華族）の外孫。
- 田中光常 - カメラマン。伯爵・田中光顕（勲功華族）の孫。
- 鶴見俊輔 - 哲学者、評論家。伯爵・後藤新平（勲功華族）の外孫。
- 徳川宗賢 - 言語学者、大阪大学教授。伯爵・徳川達成（大名華族）の次男。
- 中川久定 - フランス文学者、近畿大学教授、京都大学名誉教授。伯爵・中川久順（武家華族）の長男。
- 南部利昭 - 神職、靖国神社宮司。伯爵・南部利英（大名華族）の三男。
- 葉室頼昭 - 医師、神職、大野外科病院院長、枚岡神社宮司、春日大社宮司。伯爵・葉室直躬（公家華族）の三男。
- 東伏見慈晃 - 僧侶、青蓮院門主。伯爵・東伏見慈洽（旧皇族）の次男。
- 堀内詔子 - 衆議院議員。伯爵・林博太郎（勲功華族）の曾孫。
- 松下正幸 - パナソニック（旧・松下電器産業）副会長、関西経済連合会副会長。伯爵・平田栄二（勲功華族）の外孫。
- 森有正 - フランス文学者、哲学者。伯爵・徳川篤守（御三卿）の外孫。子爵・森有礼（勲功華族）の孫。
- 柳沢保徳 - 奈良教育大学学長。伯爵・柳沢保承（大名華族）の孫。
- 柳原白蓮 - 歌人。伯爵・柳原前光（公家華族）の次女。
- 冷泉為人 - 美術史家。同志社女子大学客員教授。伯爵・冷泉為任（公家華族）の養子。
- 上杉邦憲 - 宇宙工学者。伯爵・上杉憲章（大名華族）の孫。
- 久松定成 - 昆虫学者、愛媛大学農学部教授。伯爵・久松定武(大名華族)(元愛媛県知事)の長男。

### 子爵家ゆかりの人物
- 青木淳一 - 生物学者、横浜国立大学名誉教授。子爵・青木蔚（武家華族）の長男。
- 青木盛久 - 元外交官、子爵・青木周蔵（勲功華族）の曾孫。
- 安倍晋三 - 政治家、衆議院議員、第90・96・97・98代内閣総理大臣。子爵・大島義昌（勲功華族）の玄孫。
- 安倍寛信 - 元三菱商事パッケージング代表取締役社長。子爵・大島義昌（勲功華族）の玄孫。
- 池坊保子 - 衆議院議員。子爵・梅渓通虎（公家華族）の三女。
- 板倉勝宣 - 登山家。子爵・板倉勝弼（武家華族）の七男。
- 入江たか子 - 俳優。子爵・東坊城徳長（公家華族）の三女。
- 入江若葉 - 女優。入江たか子の娘。
- 岩佐美代子 - 国文学者、鶴見大学教授。子爵・渋沢栄一（勲功華族）の孫。子爵・児玉源太郎（勲功華族）の外孫。男爵・穂積重遠（勲功華族）の娘。
- 上野秀治 - 歴史学者、皇學館大学名誉教授。子爵・松平圀秀（武家華族）の二男。公爵・徳川圀順（大名華族）の孫。公爵・徳川慶喜（武家華族）の曾孫。
- 大久保三郎 - 植物学者。子爵・大久保一翁（勲功華族）の息子。
- 大河内信威（磯野風船子） - 美術史家、評論家、実業家。子爵・大河内正敏（大名華族）の長男。
- 小笠原明峰 - 映画監督。子爵・小笠原長生（大名華族）の息子。
- 小笠原章二郎 - 俳優。子爵・小笠原長生（大名華族）の息子。
- 奥野信太郎 - 中国文学者。子爵・橋本綱常（勲功華族）の外孫。
- オノ・ヨーコ - 芸術家。子爵・税所篤（勲功華族）の曾孫。
- 亀井トム - ジャーナリスト。子爵・久松定弘（武家華族）の六男。
- 河内桃子 - 女優。子爵・大河内正敏（武家華族）の孫。
- 川本三郎 - 評論家。子爵・西四辻公堯（公家華族）の外孫。
- 岸信夫 - 政治家、衆議院議員、防衛大臣。子爵・大島義昌（勲功華族）の玄孫。
- 清岡純子 - 写真家。子爵・清岡長言（公家華族）の二女。
- 久留島武彦 - 児童文学者。子爵・久留島通簡（武家華族）の甥。
- 小早川秋聲 - 画家。子爵・九鬼隆義の外孫。
- さねよしいさ子 - シンガーソングライター。子爵・実吉安純（勲功華族）の曾孫。
- 実吉達郎 - 動物学者、ノンフィクション作家。子爵・実吉安純（勲功華族）の孫。
- SHOCK EYE - レゲエミュージシャン、著作家。子爵・植村家治（武家華族）の曾孫。
- 園池公毅 - 植物学者。早稲田大学教授。子爵・園池公致（公家華族）の孫。
- 高木正征 - 陸上競技選手。子爵・高木正善（大名華族）の孫。
- 高倉公朋 - 医学者、東京大学名誉教授、東京女子医科大学教授。子爵・高倉篤麿（公家華族）の養子。
- 鷹司尚武 - 神職、神社本庁統理、前神宮大宮司。子爵・松平乗長（大名華族）の孫。
- 武見敬三 - 東海大学教授、参議院議員。子爵・秋月種英（武家華族）の外孫。伯爵・牧野伸顕（勲功華族）の曾孫。
- 雅川滉 - 文芸評論家、東京大学教授。本名・成瀬正勝。子爵・成瀬正雄（大名華族）の長男。
- 鍋島直昶 - ジャズヴィブラフォン奏者。子爵・鍋島直虎（大名華族）の孫。
- 西四辻公敬 - 滋賀プラスティック代表。スケベ椅子の開発者。子爵・西四辻公堯（公家華族）の息子。
- 野田昌宏 - SF作家。子爵・加納久宜（大名華族）の曾孫。
- 野間佐和子 - 講談社第6代社長。子爵家養嗣子・町尻量基（公家華族）の外孫。
- 橋本岳 - 衆院議員。子爵・加納久朗（大名華族）の曾孫、子爵・渋沢栄一（来孫）の来孫。
- 濱尾文郎 - ローマ法王庁枢機卿、カトリック横浜司教区7代目教区長。子爵・濱尾四郎（勲功華族）の三男。
- 東坊城恭長 - 俳優。子爵・東坊城徳長（公家華族）の三男。
- 一柳満喜子 - 近江兄弟社学園長。子爵・一柳末徳（元播磨小野藩主）の三女。
- 北条浩 - 創価学会第4代会長。子爵・狭山北条氏恭（武家華族）の孫。
- 牧田吉明 - 民族主義者。子爵・保科正益（武家華族）の外曾孫。
- 交楽龍弾 - 前衛画家。子爵・松平武修（武家華族）の外孫。のち子爵・松平吉修の養子となる。
- 町尻量基 - 陸軍中将。伯爵・壬生基修（公家華族）の四男。のち子爵・町尻量弘の養子となる。
- 松井康子 - 女優。子爵・小笠原長生（武家華族）の外孫。
- 松平頼則 - 作曲家。子爵・松平頼孝（武家華族）の長男。
- 松平永芳 - 海軍少佐、一等陸佐、神職。福井市立郷土歴史博物館館長。靖国神社第6代宮司。子爵・松平慶民（武家華族）の長男。男爵・新田忠純（勲功華族）の外孫。
- 武者小路公秀 - 国際政治学者。子爵・武者小路公共（公家華族）の長男で、作家・武者小路実篤は叔父。
- 武者小路実篤 - 作家。子爵・武者小路実世（公家華族）の次男。
- 村井資長 - 工学者、早稲田大学名誉教授、早稲田大学第10代総長。子爵・日野西光善（公家華族）の孫。
- 村山長挙 - 朝日新聞社2代目社主。子爵・岡部長職（武家華族）の三男。
- 村山美知子 - 朝日新聞社3代目社主。子爵・岡部長職（武家華族）の孫。
- 森有正 - フランス文学者、哲学者。子爵・森有礼（勲功華族）の孫。伯爵・徳川篤守（御三卿）の外孫。
- 渡辺慧 - 理論物理学者、情報科学者。イェール大学教授。子爵・渡辺千冬（勲功華族）の息子。

### 男爵家ゆかりの人物
- 有馬頼底 - 禅僧、臨済宗相国寺派管長。男爵・有馬正頼（伯爵家分家、武家華族）の次男。
- 伊江朝雄 - 参議院議員、北海道・沖縄開発庁長官。男爵・伊江朝助（琉球王族）の甥・養嗣子。
- 犬養道子 - 評論家。男爵・長与称吉（勲功華族）の孫。伯爵・後藤象二郎（勲功華族）の曾孫。
- 岩井直溥 - 作曲家。男爵・野崎貞澄（勲功華族）の孫。
- 岩崎英二郎 - ドイツ語学者。男爵・岩崎弥之助（勲功華族）の孫。
- 岩崎忠雄 - 実業家。男爵・岩崎小弥太（勲功華族）の婿養子。
- 岩崎彦弥太 - 実業家。男爵・岩崎久弥（勲功華族）の長男。
- 岩村通世 - 司法大臣。男爵・岩村通俊（勲功華族）の五男。
- 箙田鶴子 - 作家。男爵・山川健次郎（勲功華族）の曾孫。
- 小野寺百合子 - 翻訳家、随筆家、ノンフィクション作家。男爵・大久保春野（勲功華族）の外孫。
- 小畑敏四郎 - 陸軍中将。男爵・小畑美稲（勲功華族）の四男。
- 神田盾夫 - 言語学者、聖書学者、東京大学教授。男爵・神田乃武（勲功華族）の息子。
- 北大路魯山人 - 芸術家。男爵・北大路公久（公家華族）の戸籍上の甥。ただし母の不貞の子であるため北大路家の血筋ではない。
- 北白川道久 - 旧皇族、神職、北白川宮第5代当主、神宮大宮司、神社本庁統理。男爵・徳川義恕（武家華族）の外孫。
- 金田一秀穂 - 言語学者。男爵・三宮義胤（勲功華族）の外曾孫。
- 金田一真澄 - ロシア語学者。男爵・三宮義胤（勲功華族）の外曾孫。
- 九鬼周造 - 哲学者、京都帝国大学教授。男爵・九鬼隆一（勲功華族）の三男。
- 久坂葉子 - 作家。男爵・川崎武之助（勲功華族）の姪。
- 黒岩秩子 - 参議院議員。男爵・北大路實信（公家華族）の孫。
- 西園寺昌美 - 白光真宏会会長。男爵・尚順（琉球王家分家）の孫。
- 佐治信忠 - サントリーホールディングス代表取締役会長。男爵・平賀譲（勲功華族）の外孫。
- 佐竹敬久 - 政治家、秋田市長、秋田県知事。男爵・佐竹敬治郎（大名分家で勲功華族）の孫にして相続人。
- 澤田美喜 - 社会事業家。男爵・岩崎久弥（勲功華族）の長女。
- 鹿園直建 - 地質学者、慶應義塾大学教授。男爵・鹿園直治（公家華族）の三男。
- ジャック滋野 - ジャズピアニスト。男爵・滋野清武（勲功華族）の長男。
- 幣原道太郎 - 国文学者、獨協大学名誉教授。男爵・幣原喜重郎（勲功華族）の長男。
- 杉渓一言 - 心理学者、日本女子大学名誉教授。男爵・杉渓由言（公家華族）の長男。
- 千家元麿 - 詩人。男爵・千家尊福（出雲国造）の庶子。
- 千家潔 - 洋画家。男爵・千家尊福の孫。千家元麿の二男。
- 千家紀彦 - ジャーナリスト、作家。男爵・千家尊福の孫。千家元麿の甥。
- 高木八尺 - アメリカ学者、東京大学名誉教授。男爵・神田乃武（勲功華族）の息子。
- 竹内良一 - 俳優。男爵・外松亀太郎（勲功華族）の次男。
- 竹山道雄 - 評論家、ドイツ文学者、作家、東京大学教授。男爵・一木喜徳郎（勲功華族）の甥。
- 伊達順之助 - 馬賊。男爵・伊達宗敦（武家華族）の息子。
- 伊達宗義 - 拓殖大学教授、花園大学名誉教授、専攻は中国軍事問題。男爵・伊達宗敦（武家華族）の孫。
- 團伊玖磨 - 作曲家。男爵・團伊能（勲功華族）の長男。
- 團遥香 - 女優。男爵・團伊能（勲功華族）の曾孫。
- 田英夫 - ニュースキャスター、参議院議員。男爵・田健治郎（勲功華族）の孫。
- 戸田邦雄 - 作曲家、外交官。男爵・尾崎三良（勲功華族）の孫。
- 豊田章男 - トヨタ自動車株式会社代表取締役会長。男爵・三井高棟（勲功華族）の外曾孫。
- 中島葵 - 俳優。男爵・神尾光臣（勲功華族）の曾孫。
- 永山耕三 - テレビドラマディレクター、映画監督。男爵・永山武四郎（勲功華族）の曾孫。
- 永山武臣 - 松竹社長・会長。男爵・永山武四郎（勲功華族）の孫。
- 蓮實重彦 - 文芸評論家、東京大学26代総長。男爵・関義臣（勲功華族）の庶孫。
- 平沼赳夫 - 衆議院議員。男爵・平沼騏一郎（勲功華族）の養子で曽姪孫（兄の曾孫）。
- 藤岡幸夫 - 指揮者。母方を通じて、男爵・菊池大麓（勲功華族）の曾孫。
- 古河建純 - ニフティ株式会社会長。男爵・古河虎之助（勲功華族）の孫。
- 古川ロッパ - 喜劇俳優。男爵・加藤照麿（勲功華族）の六男。
- 古川清 - 演劇プロデューサー。男爵・加藤照麿（勲功華族）の孫。
- 古川ロック - 俳優。男爵・加藤照麿（勲功華族）の孫。
- 穂積重行 - 歴史学者、東京教育大学教授、大東文化大学学長。男爵・穂積陳重（勲功華族）の孫。
- 水野忠宜 - 陸軍歩兵中尉。八甲田雪中行軍遭難事件で遭難死。男爵・水野忠幹（武家華族）の長男。
- 水谷川優子 - チェリスト。男爵・水谷川忠麿（公家華族）の孫。
- 村上兵衛 - 作家。男爵・武藤信義（勲功華族）の大甥で養子。
- 村田経和 - ドイツ文学者、学習院大学名誉教授。男爵・村田経芳（勲功華族）の曾孫。父・村田保定は安場末喜の三男で貴族院議員。
- 毛利秀雄 - 生物学者、東京大学名誉教授。男爵・毛利五郎（武家華族）の孫。
- 森於菟 - 医学者。男爵・赤松則良（勲功華族）の外孫。
- 森雅之 - 俳優。男爵・神尾光臣（勲功華族）の孫。
- 安川定男 - 国文学者、中央大学名誉教授。男爵・安川敬一郎（勲功華族）の孫。
- 山本達郎- 東洋史学者、東京大学名誉教授。男爵・山本達雄（勲功華族）の養子。
- 和田昭允 -　物理学者、東京大学名誉教授。男爵・吉川重吉（武家華族）の孫。

## 華族ゆかりの団体・会社
- 霞会館 - 旧華族会館。一般社団法人。
- 德川記念財団 - 徳川宗家（元公爵）が運営。公益財団法人。
- 島津興業 - 島津宗家（元公爵）が経営。株式会社。
- 徳川ミュージアム - 水戸徳川家（元公爵）が運営。旧水府明徳会。公益財団法人。
- 徳川黎明会 - 尾張徳川家（元侯爵）が運営。公益財団法人。
- 永青文庫 - 肥後細川家（元侯爵）が運営。公益財団法人。
- 池田動物園 - 岡山池田家（元侯爵）が経営。株式会社。
- 常盤軒 - 小松家（元伯爵）が経営。株式会社。
- 桃原農園 - 尚家分家（元男爵）が経営。株式会社。
- 学校法人順心広尾学園 - 伯爵・板垣退助（勲功華族）の第4夫人板垣絹子が創始者。
- 靖国神社崇敬奉賛会 - 山内豊秋（侯爵・山内豊景の嗣養子）が初代会長。第2代会長は久松定成（伯爵・久松定武の嫡男）。また、靖国神社の第9代宮司南部利昭（伯爵・南部利英の三男）、第10代宮司京極高晴（子爵・京極杞陽の二男）と代々旧大名華族家の当主が就任している。